# Pisot-Graph
In der Graphentheorie ist ein Pisot-Graph ein selbstähnlicher Graph, der mit Hilfe einer Pisot-Zahl definiert wird.

## Definition
Gegeben sei eine Pisot-Zahl {\displaystyle \alpha >1}. Auf dem Folgenraum 
{\displaystyle \{0,1\}^{n}} wird eine Äquivalenzrelation mittels
{\displaystyle s\sim t\iff \sum _{k=0}^{n-1}s_{k}\alpha ^{-k}=\sum _{k=0}^{n-1}t_{k}\alpha ^{-k}}
definiert.
Die Eckenmenge {\displaystyle V} des Pisot-Graphen ist durch {\displaystyle V=\bigcup _{n=1}^{\infty }V_{n}} gegeben, wobei {\displaystyle V_{n}=\{0,1\}^{n}/\sim } die Äquivalenzklassen der Relation {\displaystyle \sim } bezeichnet. Es gibt also maximal {\displaystyle 2^{n}} Ecken in {\displaystyle V_{n}}, durch die Identifizierungen können es aber auch weniger Ecken sein.
Die Ecke {\displaystyle [s_{1},\dots ,s_{n}]} wird mit {\displaystyle [s_{1},\dots ,s_{n},0]} und {\displaystyle [s_{1},\dots ,s_{n},1]} durch eine Kante verbunden, hierdurch ist die Kantenmenge {\displaystyle E} gegeben.

## Beispiele

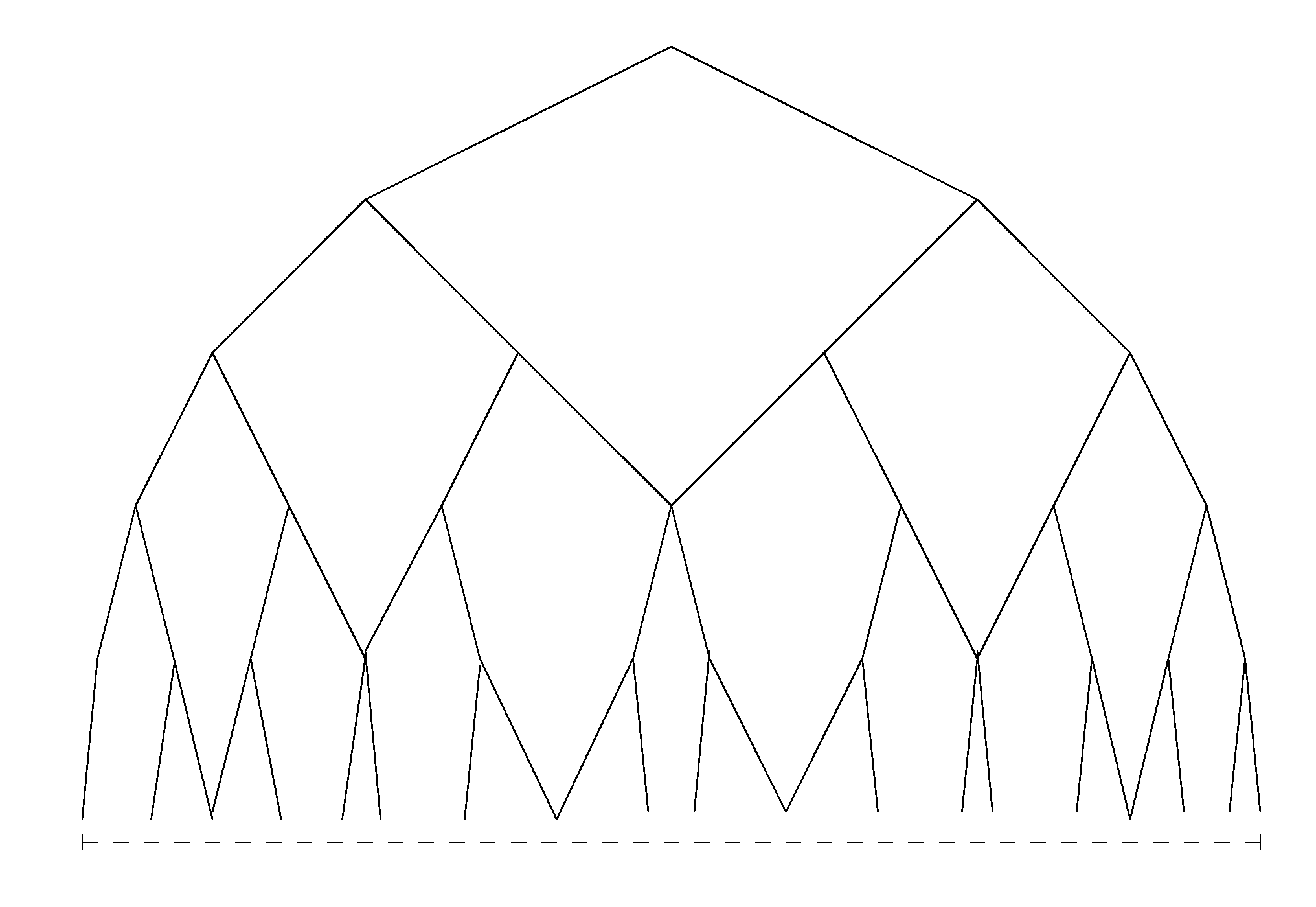
Fibonacci-Graph

Der einfachste Pisot-Graph ist der Fibonacci-Graph, er ist durch den goldenen Schnitt {\displaystyle \alpha ={\frac {1+{\sqrt {5}}}{2}}} bestimmt, der die Gleichung {\displaystyle 1=\alpha ^{-1}+\alpha ^{-2}} erfüllt. Aus dieser Gleichung ergibt sich, dass {\displaystyle (1,0,0)} mit {\displaystyle (0,1,1)} identifiziert wird, weshalb {\displaystyle V_{3}} in diesem Fall nur 7 Ecken hat. 
Ähnlich wird (1,0,0,0) mit (0,1,1,0), (1,0,0,1) mit (0,1,1,1), (0,1,0,0) mit (0,0,1,1) und (1,1,0,0) mit (1,0,1,1) identifiziert, weshalb {\displaystyle V_{4}} in diesem Fall nur 12 Ecken hat. 
Der Fibonacci-Graph kann auch als Cayley-Graph der Halbgruppe {\displaystyle G=\langle L,R|LRR=RLL\rangle } beschrieben werden. 
Weitere Pisot-Graphen erhält man durch andere Pisot-Zahlen. Insbesondere ist der durch die Nullstelle von {\displaystyle x^{3}+x-1=0} bestimmte Graph nicht planar, siehe Abbildung.

Ein nicht planarer Pisot-Graph

## Wachstumsrate
Die Wachstumsrate des Pisot-Graphen ist durch
{\displaystyle W(\alpha )=\log \alpha } gegeben. Dies ist eine Konsequenz des klassischen Garsia-Lemmas.